# Крымский отряд (Добровольческая армия)
Крымский отряд (Кро) — воинское подразделение в Добровольческой армии во время гражданской войны в России.

## Предыстория
1917 год
24 декабря для работы по формированию частей в Добровольческой армии в Крыму создан Крымский центр. При этом реальную, но малочисленную военную силу представляли "эскадронцы", подчинявшиеся военному директору Директории Крымской народной республики Дж. Сейдамету. Когда в январе 1918 года КНР рухнула под ударами сил Севастопольского совета в Крыму начался красный террор. Офицеры белой ориентации массово казнились, остальные ушли в подполье.
С апреля по ноябрь 1918 года немецкое оккупационное командование в Крыму (генерал Р. фон Кош) не позволяло осуществлять на контролируемой территории вербовку в Добровольческую армию.

## История
1918 год
В связи с революцией в Германии и ожидавшимся выводом германских войск Крымское краевое правительство осенью обратилось к А. И. Деникину с просьбой о защите Крыма от большевиков. С осени Добровольческая армия действовала в Крыму легально, с условием невмешательства в гражданское управление.
С 10 октября Крымский центр Добровольческой армии включал районы: Севастополь-Балаклава, Симферополь-Евпатория, Феодосия-Керчь, Ялта и окрестности, Алушта и окрестности. Начальник центра генерал-майор барон Н.А. де Боде. Начальник штаба центра полковник К. К. Дорофеев (до 29 ноября 1918). 
29 ноября. Представитель Главнокомандующего Добрармии - Начальник центра генерал-майор барон Н.А. де Боде. Начальник штаба центра генерал-лейтенант Н. Д. Пархомов.
В начале декабря Добровольческая действующая армия располагалась в четырёх главных группах. Одна из них была крымская. На этом направлении вёл боевые действия Крымский отряд под командованием генерал-майора барона Н. А. де Боде, первоначально насчитывавший 1500-2000 человек и 3-10 орудий, который прикрывал Перекопский перешеек и весь полуостров Крым, базы и стоянки Черноморского флота; он должен был служить кадром для формирования на полуострове Крымского корпуса. Против корпуса противник располагал следующими силами: на ростовском и крымском направлениях действовали повстанческие отряды под командованием Н. И. Махно силою в 5000-6000 человек и в низовьях реки Днепр 2000-3000 человек под командованием Н. А. Григорьева. На территории всей Северной Таврии бесчинствовали отряды, шайки, банды, занимавшимися грабежом и разбоями.
19 декабря Крымский центр Добровольческой армии упразднён.
27 декабря в Крыму сформирован Крымско-Азовский корпус. Командир корпуса генерал-майор барон Н. А. де Боде. Начальник штаба центра генерал-лейтенант Н. Д. Пархомов.

## Командование
- Командир отряда генерал-майор барон Н. А. де Боде, (возможно 10.10[2] до 27.12.1918)[1]
- Начальник штаба отряда генерал-лейтенант Д. Н. Пархомов (…-27.12.1918)[1]